# Sun City (Południowa Afryka)

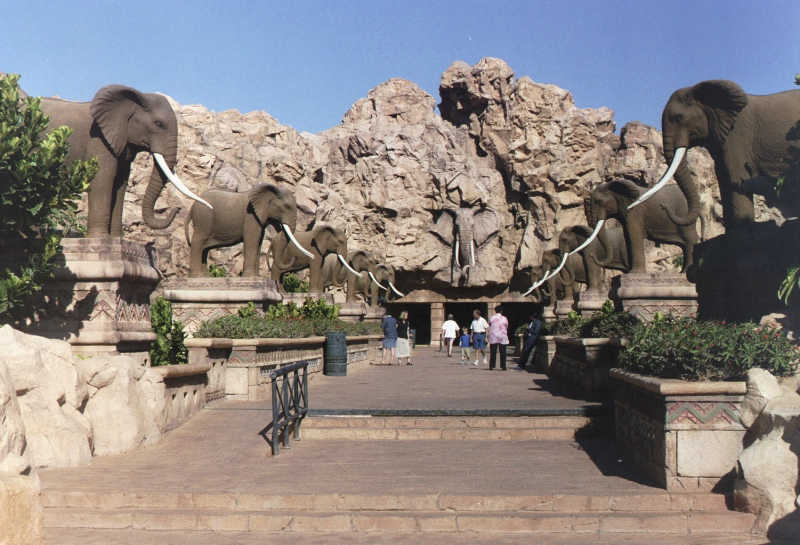
Most Czasu (The Bridge of Time) u wejścia do Centrum Rozrywkowego

Sun City – luksusowy kompleks wypoczynkowy i kasyno położony w Południowej Afryce, w Prowincji Północno-Zachodniej, w pobliżu miasta Rustenburg.
Sun City zostało zbudowane przez magnata hotelowego Sola Kerznera i oficjalnie otwarte 7 grudnia 1979.